# Retrato de una familia
El cuadro Retrato de una familia (en francés Réunion de Famille) es una obra pictórica de Frédéric Bazille. Se presentó en el Salón de la Real Academia de Pintura y Escultura en 1868. Actualmente se exhibe en el Museo de Orsay de París.
Es un óleo sobre lienzo pintado en 1867. Bazille pintó este cuadro hacia la mitad de su breve carrera, por lo que puede considerarse que ocupa un puesto central en su obra. Es el lienzo conservado de mayor tamaño (152 x 230 cm) de este artista.

## Autor
Frédéric Bazille es un pintor impresionista francés, procedente de la ciudad de Montpellier. Aunque el deseo de su familia era que estudiase medicina, cuando en 1864 decidió dedicarse de lleno a la pintura, le apoyaron con generosidad gracias a su buena posición económica. 
Disfrutó de la amistad de artistas impresionistas como Claude Monet, Alfred Sisley y Édouard Manet. Su prometedora carrera quedó truncada en 1870 a los 29 años al morir en la Guerra Franco-prusiana.
Entre sus obras más destacadas están El vestido rosa, Autorretrato, Aigues-Mortes, o Vista del pueblo.

## Descripción de la obra
El pintor aprovechó una reunión ocurrida en su residencia de Méric, cerca de Montpellier, en el verano de 1867 para crear la composición base de esta obra. Bajo la sombra de un gran castaño representa a sus padres en un banco en la parte izquierda. En la terraza están también su tío Eugéne des Hours y su esposa, su prima Pauline junto a su esposo Émile Teulon y su hermano Marc junto a su esposa Suzanne y su prima Camille, de regreso de un paseo. El autor se autorretrató e incluyó en la composición posteriormente.
La ropa de las mujeres vestidas de azul claro con puntos azul marino estuvo de moda en ese verano de 1867, considerándose signo inconfundible de la burguesía del siglo XIX.
En cuanto a la pose de las figuras, se puede destacar que ocho de las once miran al observador directa o indirectamente pero sin haber interacción entre ellos.
Es digno de resaltar como Bazille logra reflejar con generosidad su amor por la luz del Mediodía francés.
Aun así, el autor no quedó completamente satisfecho y, tras su presentación en el Salón, retocó la obra durante el invierno, cambiando unos perritos por un bodegón poco natural.

## Obras comparables
Bazille tuvo una estrecha amistad con pintores contemporáneos como Renoir y Monet. Como autores interesados en la representación de la figura humana en el paisaje, experimentaron pintando al aire libre para terminar la obra con algunos retoques en el estudio. Mujer en el jardín, de Claude Monet, ha sido considerada una obra comparable a Retrato de una familia en algunos aspectos como la ropa de las figuras o los efectos de las luces y las sombras. El cuadro de Renoir Lise con sombrilla es otro ejemplo de esto.

## Opinión de Zola
El entonces joven escritor Émile Zola fue el encargado de escribir la crítica sobre el cuadro, en la que resaltó la sensibilidad del pintor a la hora de plasmar la luz natural en la terraza, la atención que presta Bazille a la ropa de las figuras y la exactitud al retratar a once personas con todos los detalles, poses y gestos característicos de su propia personalidad individual. Esto hace que cada rostro sea presentado como en una fotografía.